# USS North Dakota (BB-29)
USS North Dakota (BB-29) – amerykański pancernik typu Delaware. Był pierwszym okrętem United States Navy noszącym nazwę pochodzącą od stanu Dakota Północna. Stępkę okrętu położono 16 grudnia 1907 w Fore River Shipbuilding Company w Quincy (Massachusetts). 10 listopada 1908 został zwodowany, matką chrzestną była pani Mary Benton. Jednostka weszła do służby 11 kwietnia 1910 w Bostonie. Pierwszym dowódcą został komandor Charles P. Plunkett.
8 września 1910 okręt ucierpiał w wyniku eksplozji zbiornika z ropą i wywołanego tym zdarzeniem pożaru. Sześciu członków załogi otrzymało Medal Honoru za „wybitne bohaterstwo w czasie wykonywania obowiązków” (ang. „for extraordinary heroism in the line of his profession”).
W pierwszych latach służby „North Dakota” operował w składzie Floty Atlantyku wzdłuż wschodniego wybrzeża USA i na Morzu Karaibskim. Pierwszy raz na europejskie wody wypłynął 2 listopada 1910. Odwiedził wtedy Anglię i Francję, po czym wrócił na zimowo-wiosenne manewry na Karaibach. W 1912 i 1913 w lecie brał podchorążych (ang. midshipmen) United States Naval Academy na rejsy szkoleniowe na wody Nowej Anglii. 1 stycznia 1913 dołączył do honorowej eskorty „Natal”, gdy ten brazylijski statek wchodził do portu w Nowym Jorku, mając na pokładzie ciało Whitelawa Reida, ambasadora amerykańskiego w Brazylii.
Gdy nieporozumienia i tarcia pomiędzy USA i Meksykiem narastały, „North Dakota” popłynął do Veracruz. Okręt zawinął tam 26 kwietnia 1914, pięć dni po tym jak amerykańscy marynarze rozpoczęli okupację miasta. 16 października wrócił do Norfolk. Z powodu zagrożenia wojną wprowadzono intensywniejszy program szkoleniowy dla okrętów. Gdy Stany Zjednoczone przystąpiły do I wojny światowej pancernik przebywał na ćwiczeniach artyleryjskich w zatoce Chesapeake.
W czasie wojny pancernik operował głównie na rzece York w Wirginii i w pobliżu Nowego Jorku, szkoląc artylerzystów i mechaników do rozrastającej się floty. 13 listopada 1919 wyszedł z Norfolk, by przewieźć do Włoch szczątki ambasadora tego kraju w USA. Gdy był na Morzu Śródziemnym, odwiedził Ateny, Konstantynopol, Walencję i Gibraltar, po czym wrócił na Karaiby na doroczne wiosenne manewry. W lecie w 1921 wziął udział w testach bombowych armii i marynarki amerykańskiej. W czasie testów, które odbyły się w pobliżu Virginia Capes, zatopiono eksniemieckie okręty „Frankfurt” i „Ostfriesland” by zademonstrować możliwości samolotów w walce z okrętami. W ciągu następnych dwóch lat pancernik ponownie odbywał letnie rejsy szkoleniowe z kadetami. Podróż w 1923 zakładała postoje w Skandynawii, Szkocji i Hiszpanii.
„North Dakota” został wycofany ze służby w Norfolk 22 listopada 1923 wraz z innymi pancernikami, zgodnie z ustaleniami traktatu waszyngtońskiego. Jego nazwę skreślono z rejestru 7 stycznia 1931, a okręt został sprzedany na złom 16 marca 1931. Turbiny parowe z tej jednostki zamontowano na pancerniku USS „Nevada” (BB-36).
Model pancernika znajduje się na wystawie w North Dakota Heritage Center na terenie stanowego kapitolu w Bismarck.